# Unione Polisportiva Comunale Tavagnacco 2022-2023
Questa voce raccoglie le informazioni riguardanti l'Unione Polisportiva Comunale Tavagnacco nelle competizioni ufficiali della stagione 2022-2023.

## Divise e sponsor
Per la stagione 2022-2023 si rinnova l'abbinamento nelle tenute da gioco dei colori societari, blu e giallo e blu, sulla divisa casalinga, con un inedito schema ciano-viola per quella da trasferta, mentre i portieri vestono un completo rosso; tra le alternative una tenuta con un blu più intenso e una completamente gialla. Il main sponsor si conferma Megavision Optic Store mentre lo sponsor tecnico, fornitore delle divise, Macron.
| Casa | Trasferta |

## Organigramma societario
Organigramma tratto dal sito ufficiale, aggiornato al 16 gennaio 2023.
Area tecnica
- Allenatore: Alessandro Recenti
- Allenatore in seconda: Gianni Iacuzzi
- Allenatore dei portieri: Vittorio Vaccari
- Preparatore atletico: Fabio Fiore
- Team Manager: Elisabetta Terraveglia

## Rosa
Rosa, ruoli e numeri di maglia come da sito ufficiale, integrata dai siti Football.it e FIGC Femminile, e aggiornata al 19 maggio 2024.
| N. |                     | Ruolo | Calciatrice            |
| -- | ------------------- | ----- | ---------------------- |
| 1  | Italia (bandiera)   | P     | Lisa Marchetti         |
| 3  | Italia (bandiera)   | D     | Sofia Rosolen          |
| 6  | Italia (bandiera)   | C     | Giada Novelli          |
| 7  | Italia (bandiera)   | D     | Elisa Donda (capitano) |
| 8  | Italia (bandiera)   | C     | Claudia Ridolfi        |
| 9  | Italia (bandiera)   | A     | Gaia Iacuzzi           |
| 10 | Germania (bandiera) | C     | Monique Fischer        |
| 11 | Spagna (bandiera)   | A     | Júlia Díaz Ferrer      |
| 16 | Italia (bandiera)   | A     | Francesca Moroso       |
| 17 | Svizzera (bandiera) | A     | Mathilda Andreoli      |
| 18 | Italia (bandiera)   | C     | Simona Demaio          |
| 19 | Italia (bandiera)   | C     | Carolina Morleo        |

| N. |                   | Ruolo | Calciatrice                  |
| -- | ----------------- | ----- | ---------------------------- |
| 22 | Italia (bandiera) | A     | Elena Dimaggio               |
| 23 | Italia (bandiera) | D     | Benedetta Maroni             |
| 24 | Italia (bandiera) | D     | Sara Novelli                 |
| 26 | Italia (bandiera) | D     | Gloria Magni                 |
| 30 | Italia (bandiera) | C     | Sara Nuzzi                   |
| 31 | Italia (bandiera) | D     | Caterina Dieudé              |
| 31 | Italia (bandiera) | D     | Belen Taborda (vicecapitano) |
| 36 | Italia (bandiera) | C     | Marica Licco                 |
| 38 | Italia (bandiera) | A     | Matilde De Matteis           |
| 44 | Italia (bandiera) | P     | Silvia Girardi               |
| 79 | Italia (bandiera) | D     | Annalisa Castro Garcia       |

## Calciomercato

### Sessione estiva
| Acquisti | Acquisti           | Acquisti       | Acquisti   |
| R.       | Nome               | da             | Modalità   |
| -------- | ------------------ | -------------- | ---------- |
| P        | Lisa Marchetti     | Lucchese       | definitivo |
| D        | Caterina Dieudé    | Lugano 1976    | definitivo |
| D        | Gloria Magni       | Orobica        | definitivo |
| D        | Benedetta Maroni   | Brescia        | definitivo |
| D        | Sara Novelli       | Cittadella     | definitivo |
| D        | Belen Taborda      | Como           | definitivo |
| C        | Mathilda Andreoli  | Lugano 1976    | definitivo |
| C        | Simona Demaio      | Fiamma Monza   | definitivo |
| C        | Monique Fischer    | Lugano 1976    | definitivo |
| C        | Marica Licco       | Lugano 1976    | definitivo |
| C        | Carolina Morleo    | Milan          | definitivo |
| C        | Giada Novelli      | Roma CF        | definitivo |
| C        | Claudia Ridolfi    | Roma Primavera | definitivo |
| A        | Matilde De Matteis | Empoli         | definitivo |
| A        | Julia Diaz Ferrer  | Lugano 1976    | definitivo |
| A        | Gaia Iacuzzi       | Vicenza        | definitivo |

| Cessioni | Cessioni         | Cessioni        | Cessioni   |
| R.       | Nome             | a               | Modalità   |
| -------- | ---------------- | --------------- | ---------- |
| P        | Beatrice Beretta | Como            | definitivo |
| D        | Federica Veritti | Torres          | definitivo |
| C        | Debora Stella    | Olimpia Lubiana | definitivo |
| A        | Caterina Ferin   | Cittadella      | definitivo |
| A        | Nicole Gianesin  | Ravenna         | definitivo |

### Sessione invernale
| Acquisti | Acquisti            | Acquisti        | Acquisti   |
| R.       | Nome                | da              | Modalità   |
| -------- | ------------------- | --------------- | ---------- |
| D        | Antonia Gregoriou   | Apollōn Lemesou | definitivo |
| C        | Antonella Albertini | Napoli          | definitivo |

| Cessioni | Cessioni           | Cessioni | Cessioni   |
| R.       | Nome               | a        | Modalità   |
| -------- | ------------------ | -------- | ---------- |
| D        | Caterina Dieudé    | Venezia  | definitivo |
| C        | Monique Fischer    |          | definitivo |
| A        | Martina Cetrangolo |          | definitivo |

## Risultati

### Serie B

#### Girone di andata
| Arbitro: | Massari (Torino) |

|                                      |           |                   |
| De Matteis 4’ Andreoli 26’ Licco 55’ | Marcatori | 39’ (rig.) Parodi |

| Arbitro: | Rodighiero (Vicenza) |

|  |           |                          |
|  | Marcatori | 13’ Eriksen 42’ Visentin |

| Arbitro: | Vincenzi (Bologna) |

|                                  |           |  |
| Kongoulī 41’, 67’ Ferin 77’, 81’ | Marcatori |  |

| Arbitro: | Kovacevic (Arco Riva) |

|                  |           |                 |
| Dallagiacoma 38’ | Marcatori | 79’ Diaz Ferrer |

| Arbitro: | Sassano (Padova) |

|                                |           |              |
| Diaz Ferrer 11’, 17’ Magni 40’ | Marcatori | 42’ Carrozzo |

| Arbitro: | Angelillo (Nola) |

|  |           |                   |
|  | Marcatori | 90+5’ Diaz Ferrer |

| Tavagnacco 6 novembre 2022, ore 14:30 CET 7ª giornata | Tavagnacco        | 0 – 0 referto referto 2 | Trento CF | Stadio comunale\| Arbitro: \| Branzoni (Mestre) \| |
| Arbitro:                                              | Branzoni (Mestre) |                         |           |                                                    |

| Arbitro: | Frazza (Schio) |

|             |           |                                             |
| Andreoli 2’ | Marcatori | 9’, 65’ Carrer 23’ (aut.) Donda 83’ Mariani |

| Arbitro: | Virgilio (Agrigento) |

|                                                                                  |           |                 |
| Spyridonidou 19’ (rig.) Massimino 31’, 57’, 87’ Salvatori Rinaldi 38’ Labate 78’ | Marcatori | 42’ Diaz Ferrer |

| Arbitro: | Gasperotti (Rovereto) |

|                                   |           |                                                |
| De Matteis 50’ (rig.) Iacuzzi 86’ | Marcatori | 14’, 47’ Menín 34’ Bolognini 67’, 78’ Barbieri |

| Arbitro: | Panici (Aprilia) |

|                                 |           |  |
| Ceccarelli 22’, 65’ Bassano 34’ | Marcatori |  |

| Arbitro: | Di Renzo (Bolzano) |

|  |           |                    |
|  | Marcatori | 63’ (rig.) Peretti |

| Arbitro: | Chieppe (Biella) |

|                                                                                          |           |  |
| Galbiati 3’ Marchetti 16’ (aut.) Brayda 24’, 45’ L. Merli 65’ (rig.) Fracas 90+3’, 90+5’ | Marcatori |  |

| Arbitro: | Selvatici (Rovigo) |

|                |           |                                       |
| Diaz Ferrer 2’ | Marcatori | 19’, 56’ Ol'chovik 90+2’ (rig.) Zanni |

| Arbitro: | Pica (Roma 1) |

|                                                      |           |  |
| Pinna 2’, 65’ Gomes 4’ Del Estal 44’, 72’ Dulčić 55’ | Marcatori |  |

#### Girone di ritorno
| Arbitro: | Santinelli |

|  |           |                       |
|  | Marcatori | 74’ Bargi 90+1’ Costi |

| Arbitro: | Criscuolo (Torre Annunziata) |

|                                          |           |  |
| Fuhlendorff 42’ Colombo 45+1’ Moraca 47’ | Marcatori |  |

| Arbitro: | Vicardi (Lovere) |

|  |           |                      |
|  | Marcatori | 4’ Ferin 85’ Ambrosi |

| Arbitro: | Rodigari (Bergamo) |

|  |           |                     |
|  | Marcatori | 15’, 41’ Mascanzoni |

| Arbitro: | Cipolloni (Foligno) |

|                                              |           |                 |
| Iannazzo 29’, 90’ Illina 33’ (aut.) Adam 75’ | Marcatori | 57’ Díaz Ferrer |

| Arbitro: | Terribile (Bassano del Grappa) |

|                                      |           |  |
| Maroni 53’ De Matteis 55’ Guizzo 80’ | Marcatori |  |

| Arbitro: | Drigo (Portogruaro) |

|              |           |                             |
| Chemotti 81’ | Marcatori | 23’ De Matteis 90+1’ Guizzo |

| Arbitro: | Migliorini (Verona) |

|                      |           |                           |
| Domi 81’ Tonelli 88’ | Marcatori | 33’ Diaz Ferrer 44’ Donda |

| Arbitro: | Zago (Conegliano) |

|                                       |           |                                          |
| Di Marino 42’ Del Estal 58’ Pinna 60’ | Marcatori | 12’, 65’ Tarantino 74’, 78’ Spyridonidou |

| Arbitro: | Ursini (Pescara) |

|              |           |             |
| Barbieri 13’ | Marcatori | 80’ Iacuzzi |

| Arbitro: | Marra (Mantova) |

|  |           |                |
|  | Marcatori | 64’ Pirriatore |

| Arbitro: | El Ella (Milano) |

|                                           |           |                          |
| Poli 44’ (aut.) Pasini 48’ Semanová 90+1’ | Marcatori | 2’ Diaz Ferrer 29’ Licco |

| Arbitro: | Frazza (Schio) |

|                        |           |  |
| Diaz Ferrer 80’ (rig.) | Marcatori |  |

| Arbitro: | Curia (Ascoli Piceno) |

|                                                           |           |            |
| Sechi 10’ Distefano 11’ Gidoni 63’, 87’ Ploner 90’ (rig.) | Marcatori | 30’ Demaio |

| Arbitro: | Poli (Verona) |

|  |           |           |
|  | Marcatori | 54’ Gomes |

### Coppa Italia

#### Gironi eliminatori
| Arbitro: | Arnaut (Padova) |

|             |           |                |
| Magni 90+2’ | Marcatori | 13’, 55’ Gomes |

## Statistiche

### Statistiche di squadra
| Competizione | Punti | In casa | In casa | In casa | In casa | In casa | In casa | In trasferta | In trasferta | In trasferta | In trasferta | In trasferta | In trasferta | Totale | Totale | Totale | Totale | Totale | Totale | DR  |
| Competizione | Punti | G       | V       | N       | P       | Gf      | Gs      | G            | V            | N            | P            | Gf           | Gs           | G      | V      | N      | P      | Gf     | Gs     | DR  |
| ------------ | ----- | ------- | ------- | ------- | ------- | ------- | ------- | ------------ | ------------ | ------------ | ------------ | ------------ | ------------ | ------ | ------ | ------ | ------ | ------ | ------ | --- |
| Serie B      | 22    | 15      | 3       | 1       | 11      | 11      | 28      | 15           | 3            | 3            | 9            | 15           | 47           | 30     | 6      | 4      | 20     | 26     | 75     | -49 |
| Coppa Italia | -     | 1       | 0       | 0       | 1       | 1       | 2       | -            | -            | -            | -            | -            | -            | 1      | 0      | 0      | 1      | 1      | 2      | -1  |
| Totale       | -     | 16      | 3       | 1       | 12      | 12      | 30      | 15           | 3            | 3            | 9            | 15           | 47           | 31     | 6      | 4      | 21     | 27     | 77     | -50 |

### Andamento in campionato
| Giornata  | 1 | 2 | 3  | 4 | 5 | 6 | 7 | 8 | 9 | 10 | 11 | 12 | 13 | 14 | 15 | 16 | 17 | 18 | 19 | 20 | 21 | 22 | 23 | 24 | 25 | 26 | 27 | 28 | 29 | 30 |
| --------- | - | - | -- | - | - | - | - | - | - | -- | -- | -- | -- | -- | -- | -- | -- | -- | -- | -- | -- | -- | -- | -- | -- | -- | -- | -- | -- | -- |
| Luogo     | T | C | T  | T | C | T | C | C | T | C  | T  | C  | T  | C  | T  | C  | T  | C  | C  | T  | C  | T  | T  | C  | T  | C  | T  | C  | T  | C  |
| Risultato | V | P | P  | N | V | V | N | P | P | P  | P  | P  | P  | P  | P  | P  | P  | P  | P  | P  | V  | V  | N  | P  | N  | P  | P  | V  | P  | P  |
| Posizione | 1 | 7 | 12 | 8 | 6 | 5 | 7 | 7 | 8 | 10 | 12 | 12 | 12 | 12 | 13 | 13 | 13 | 14 | 14 | 14 | 14 | 12 | 13 | 13 | 14 | 14 | 14 | 14 | 14 | 14 |

Legenda:

Luogo: C = Casa; T = Trasferta. Risultato: V = Vittoria; N = Pareggio; P = Sconfitta.

### Statistiche delle giocatrici
| Giocatore        | Serie B  | Serie B | Serie B     | Serie B    | Coppa Italia | Coppa Italia | Coppa Italia | Coppa Italia | Totale   | Totale | Totale      | Totale     |
| Giocatore        | Presenze | Reti    | Ammonizioni | Espulsioni | Presenze     | Reti         | Ammonizioni  | Espulsioni   | Presenze | Reti   | Ammonizioni | Espulsioni |
| ---------------- | -------- | ------- | ----------- | ---------- | ------------ | ------------ | ------------ | ------------ | -------- | ------ | ----------- | ---------- |
| A. Albertini     | 12       | 0       | 0           | 0          | -            | -            | -            | -            | 12       | 0      | 0           | 0          |
| M. Andreoli      | 20       | 2       | 1           | 0          | 1            | 0            | 0            | 0            | 21       | 2      | 1           | 0          |
| A. Castro Garcia | 4        | 0       | 0           | 0          | 0            | 0            | 0            | 0            | 4        | 0      | 0           | 0          |
| M. Cetrangolo    | -        | -       | -           | -          | -            | -            | -            | -            | -        | -      | -           | -          |
| M. De Matteis    | 29       | 4       | 3           | 0          | 1            | 0            | 0            | 0            | 30       | 4      | 3           | 0          |
| S. Demaio        | 29       | 1       | 5           | 0          | 1            | 0            | 0            | 0            | 30       | 1      | 5           | 0          |
| D. Di Blas       | -        | -       | -           | -          | -            | -            | -            | -            | -        | -      | -           | -          |
| C. Dieudé        | 14       | 0       | 1           | 0          | 0            | 0            | 0            | 0            | 14       | 0      | 1           | 0          |
| E. Dimaggio      | 5        | 0       | 0           | 0          | -            | -            | -            | -            | 5        | 0      | 0           | 0          |
| E. Donda         | 22       | 1       | 6           | 0          | 1            | 0            | 1            | 0            | 23       | 1      | 7           | 0          |
| J. Diaz Ferrer   | 27       | 10      | 2           | 0          | 1            | 0            | 0            | 0            | 28       | 10     | 2           | 0          |
| M. Fischer       | 5        | 0       | 0           | 0          | 1            | 0            | 0            | 0            | 6        | 0      | 0           | 0          |
| C. Gangi         | 1        | 0       | 0           | 0          | -            | -            | -            | -            | 1        | 0      | 0           | 0          |
| S. Girardi       | 1        | -3      | 0           | 0          | 0            | 0            | 0            | 0            | 1        | -3     | 0           | 0          |
| A. Gregoriou     | 12       | 0       | 0           | 0          | -            | -            | -            | -            | 12       | 0      | 0           | 0          |
| A. Guizzo        | 10       | 2       | 0           | 0          | -            | -            | -            | -            | 10       | 2      | 0           | 0          |
| G. Iacuzzi       | 20       | 2       | 0           | 0          | 0            | 0            | 0            | 0            | 20       | 2      | 0           | 0          |
| A. Illina        | 3        | 0       | 0           | 0          | -            | -            | -            | -            | 3        | 0      | 0           | 0          |
| M. Licco         | 26       | 2       | 1           | 0          | 1            | 0            | 0            | 0            | 27       | 2      | 1           | 0          |
| G. Magni         | 30       | 1       | 1           | 0          | 1            | 1            | 0            | 0            | 31       | 2      | 1           | 0          |
| L.J. Marchetti   | 23       | -52     | 0           | 0          | 1            | -2           | 0            | 0            | 24       | -54    | 0           | 0          |
| B. Maroni        | 30       | 1       | 3           | 0          | 1            | 0            | 0            | 0            | 31       | 1      | 3           | 0          |
| C. Morleo        | 22       | 0       | 1           | 0          | 0            | 0            | 0            | 0            | 22       | 0      | 1           | 0          |
| F. Moroso        | 7        | 0       | 0           | 0          | 1            | 0            | 0            | 0            | 8        | 0      | 0           | 0          |
| R. Nicoletti     | -        | -       | -           | -          | -            | -            | -            | -            | -        | -      | -           | -          |
| G. Novelli       | 16       | 0       | 3           | 0          | 1            | 0            | 1            | 0            | 17       | 0      | 4           | 0          |
| S. Novelli       | 11       | 0       | 0           | 0          | 1            | 0            | 0            | 0            | 12       | 0      | 0           | 0          |
| S. Nuzzi         | 6        | 0       | 0           | 0          | -            | -            | -            | -            | 6        | 0      | 0           | 0          |
| C. Pinatti       | -        | -       | -           | -          | -            | -            | -            | -            | -        | -      | -           | -          |
| E. Poli          | 8        | 0       | 1           | 0          | -            | -            | -            | -            | 8        | 0      | 1           | 0          |
| C. Ridolfi       | 8        | 0       | 2           | 0          | 0            | 0            | 0            | 0            | 8        | 0      | 2           | 0          |
| E. Roder         | -        | -       | -           | -          | -            | -            | -            | -            | -        | -      | -           | -          |
| S. Rosolen       | 20       | 0       | 2           | 0          | -            | -            | -            | -            | 20       | 0      | 2           | 0          |
| G. Sattolo       | 7        | -15     | 1           | 0          | -            | -            | -            | -            | 7        | -15    | 1           | 0          |
| B. Taborda       | 4        | 0       | 0           | 1          | 1            | 0            | 1            | 0            | 5        | 0      | 1           | 1          |
| M.A. Taleb       | 15       | 0       | 2           | 0          | -            | -            | -            | -            | 15       | 0      | 2           | 0          |